# Muromski jezik
Muromski jezik je bio ugro-finski jezik kojim je govorilo pleme Muroma, na području današnje Muromske regije u Rusiji.
Vrlo malo se zna o ovome jeziku, ali se pretpostavlja da je blisko srodan mordvinskim jezicima mokšajskom i erzijskom jeziku. 
Muromski jezik je vjerojatno izumro u srednjem vijeku, kada su se Muromi se asimilirali u Slavene.